# Солунски революционен окръг
Солунският революционен окръг на Вътрешната македоно-одринска революционна организация е част от структурите на революционната мрежа и обхваща част от Солунския вилает на Османската империя. Окръгът участва немасово в Илинденско-Преображенското въстание, след което дава сериозен отпор на гръцката въоръжена пропаганда в Македония.
По време на Балканската, Междусъюзническата и Първата световна война дейците на Солунския окръг подпомагат българската армия. След 1919 година дейността на ВМРО в окръга е възстановена.

## 1894 – 1903

### Начални стъпки
На 23 октомври 1893 година в град Солун Антон Димитров, Дамян Груев, Иван Хаджиниколов, Петър Попарсов, Христо Батанджиев и Христо Татарчев основават ВМОРО, с което полагат основите на Солунския революционен окръг. Териториалното разпределение на окръзи става на Солунския общ конгрес от 1896 година, на който е изработен и устав на организацията. Основно дейност се развива в Солунската българска мъжка гимназия, в която са създадени тайни революционни кръжоци, а също и чрез терористи и куриери. Появата на четнически действия става през 1897 година, когато Даме Груев предприема обиколка в Ениджевардарско и поставя начало на местни комитети, заклева бившите харамии Апостол Петков, Иван Карасулийски, Спиро Карасулски и други за целите на ВМОРО. За повдигане на дисциплината през 1898 година в окръга пристига агитационно-организаторската чета на Михаил Апостолов – Попето, който обикаля Кукушко, а после Ениджевардарско и Гевгелийско.
В началото на 1901 година избухват Солунската и Баялската афера, при които са арестувани и осъдени много от ръководителите на окръга, както и членовете на ЦК на ВМОРО. В окръга в средата на 1902 година пристигат четите на Анастас Янков, Тома Пожарлиев, Иван Пожарлиев, Атанас Орджанов, Иван Карасулийски и други, за да вдигнат въстание. Дейците на ВМОРО провалят опитите им, някои от четите са обезоръжени, и така Горноджумайското въстание не достига Солунско, с изключение на околността на Тушим. Същата година се провежда малочислен Солунски конгрес, а на конгреса от януари 1903 година се взима решение за всеобщо въстание, на което не присъстват най-изявените дейци на ВМОРО.

### Граници
- Първи Солунски революционен окръг
  - Кукушки район
  - Солунски район
  - Дойрански район
  - Гевгелийски район
  - Ениджевардарски район
  - Воденски район
  - Тиквешки район

### Действащи войводи
Списък на войводите действали преди и по време на Илинденското въстание:
Апостол войвода, Иван Карасулийски, Павел Граматиков, Атанас Орджанов, Михаил Апостолов, Михаил Герджиков, Ичко Димитров, Андон Кьосето, Христо Бабянски, Димитър Бабянски, Въндо Гьошев, Христо Чернопеев, Петър Юруков, Аргир Манасиев, Сава Михайлов, Кръстьо Асенов, Трайко Гьотов, Гоце Нисторов, Гоне Бегинин, Димитър Занешев, Григор Джинджифилов, Атанас Кръстев, Дельо Калъчев, Коста Попето, Лазар Мишев, Лазо Родивчето, Георги Тоцев, Георги Хаджията, Тодор Серменински, Глигор Иванов, Щерьо Юнана, Христо Шаламанов и Ташо Островски.

## Илинденско-Преображенско въстание

### Подготовка
Според общия план на Христо Матов за предстоящето въстание Първи Солунски революционен окръг е разделен на два нови – „Кожух“ и „Беласица“, като получава Поройската околия от Серски революционен окръг, станал въстанически окръг „Пирин“, и Петричка околия от Струмишкия революционен окръг („Огражден“).
- Втори въстанически окръг „Кожух“
  - Гевгелийски район
  - Ениджевардарски район
  - Воденски район
  - Тиквешки район
- Трети въстанически окръг „Беласица“
  - Кукушки район
  - Солунски район
  - Дойрански район
  - Поройски район
  - Петрички район

#### Втори въстанически окръг „Кожух“
Подготовката за вдигане на въстание в Солунския окръг започват веднага след Софийското съвещание на ВМОРО от януари 1903 година. През февруари 1903 година в Гевгелийския район пристигат от България четите на Сава Михайлов и Кръстьо Асенов с 18 товара пушки и динамит. Четата на Петър Самарджиев, която трябва да действа в Тиквешко, заедно с отряда на Христо Чернопеев е отблъсната през март 1903 година в Струмишко и се завръща в България.
Аргир Манасиев, Петър Юруков и Димитър Занешев влизат в главния въстанически щаб на революционен окръг „Кожух“, но поради невъзможност членовете да се съберат заедно щабът остава неефективен до края на въстанието. За районни началници в Гевгелийско са избрани Сава Михайлов, Иванчо Карасулийски и Фироклис Антонов, в Ениджевардарско - Апостол войвода, Стефан Димитров и Миро Куситасов, а във Воденско - Димитър Занешев, Наса Филчев от Месимер и Радомир Атанасов, като Христо Гърков от Владово и Лазо Радивецът са подвойводи. Поради слабото въоръжение е решено окръгът да не въстава масово и селското население да не участва активно в борбата. След Солунските атентати от април 1903 година доста легални дейци на ВМОРО преминават в четите на организацията като значително нараства числения им състав.
Четите на Сава Михайлов и Аргир Манасиев се обединяват и достигат 80 души, докато четата на Иван Карасулийски се прехвърля в Ениджевардарско. В Гевгелийско е предвидено да се действа само с атентати по важните железопътни възли. Двете чети към 20 юли се намират в околността на град Гевгели. На 28 юли (10 август) минират близкия железопътен мост, след което и този при Демир Капия. Акцията пропада след предателство и четите водят няколко сражения с турски аскер. Нови сражения водят през септември край Беш бунар и на 21 октомври край Балинци. Край Смоквица е направен нов опит за взривяване на железопътната линия, но динамита не избухва, докато при друг опит е взривен един вагон. През ноември въстаническите действия са преустановени.
В Ениджевардарско Апостол Петков води сражение край Боймица на 23 февруари 1903 година, а Иван Карасулийски убива гръцки шпиони в Бабяни на 17 април 1903 година. Кръстьо Асенов преминава в техния район и заедно с четите на Апостол Петков и Трайко Гьотов водят сражение при Постол, след което четите на Кръстьо Асенов и Апостол Петков се събират с тази на Иван Карасулийски в Корнишор. Там на 20 юли е осветено революционното знаме и е дадено начало на въстанието. Кръстьо Асенов след своеволие е убит на 25 юли 1903 година по нареждане на Гоне Бегинин. На 28 юли Апостол Петков преминава през Крива, след което се сражава край Рамна и се изтегля в Паяк планина. На 12 септември обединената чета на Апостол Петков и Иван Карасулийски водят бой на връх Гъндач с редовна турска армия от Гумендже и Гевгели. След това Апостол Петков води сражение на връх Гола чука, а през ноември 1903 година в целия район е преустановена въстаническата дейност.
Във Воденско действат четите на Кара Ташо, селската чета на Атанас Кръстев от Горно Родиво, а в Кукушко остава да действа Трайко Гьотов. На 10 август Атанас Кръстев води сражение край Горно Родиво, а на 24 август е извършен атентат по линията Острово-Владово. В западната част на района с границата с Леринския район се водят 6 сражения.
В Тиквешко Петър Юруков организира пробна мобилизация в селата Бегнище, Ресава, Брушани и Праведник, след което четата се поделя на два отряда между него и Лазар Мишев. Извършва няколко наказателни акции срещу турци и се премества в Прилепско, част от въстанически окръг „Пелистер“, за да избегне ненужни сражения с турски аскери в района. На 20 юли 1903 година двете чети нападат бегова кула в Полошко, на 21 юли са обградени край Шешково, като след тежко сражение с много жертви четите се изтеглях в Кожух планина. На 13 август води сражение край село Копришница, където секретарят на четата му Петрако Костадинов е заловен, а самата чета се изтегля към Велешко.

## Борба с чуждите пропаганди, Младотурската революция, Войни за национално обединение
След потушаването на Илинденско-Преображенското въстание се засилва гръцката въоръжена пропаганда в Македония, ръководена от гръцкото консулство в Солун. Солун става сцена на изтребление между българи и гърци. За района на Гумендже ръководител е Ангелос Сакелариу.
През октомври 1904 година излиза първата гъркоманска чета на Гоно Йотов в Ениджевардарско. Той помага на капитаните Аграс (Телос Агапинос), Никифорос (Йоанис Деместихас) и Акритас (Константинос Мазаракис) да организират свои бази в Ениджевардарското езеро, където водят много сражения с четата на Апостол Петков. С подкупи и раздаване на безплатно оръжие привличат на своя страна селата Петрево, Рамел и Зорбатово, а гръцките села в Урумлъка стават пунктове на гръцката пропаганда. Гръцките чети постоянно нападат българските села в Ениджевардарско, а в отговор са опожарени Рамел и Ниси. Воденският войвода Лука Иванов води много успешни сражения с андартите, но загива през август 1906 година в сражение с андартската чета на Константинос Гарефис. В началото на 1907 година новият командир на гръцките чети Константинос Сарос се отказва от гръцко-турското сътрудничество срещу ВМОРО и в резултат андартите почти са изтласкани от Ениджевардарско.
За много кратко време през пролетта на 1905 година Гевгелийски революционен район е почти разбит. Унищожени са четите на Сава Михайлов, Апостол войвода (без него самия), Иванчо Карасулийски и Леонид Янков, докато главният районен войвода Аргир Манасиев се намира в България за набиране на оръжие.
През юли 1908 година е обявена Младотурската революция, след която четите на двете страни се обезоръжават. През 1910 година младотурския режим провежда обезоръжителна акция, при която много бивши дейци на ВМОРО са изтезавани или арестувани. Апостол войвода повторно минава в нелегалност през 1910 година и заедно с Георги Мучитанов и Васил Пуфката започва възстановяването на революционна дейност чрез новата организация БНМОРО. Те са убити чрез предателство през 1911 година и са заместени от Ичко Димитров и Въндо Гьошев. Дейците на Солунския революционен окръг подпомагат настъплението на Българската армия в Балканската война. След като териториите на окръга попадат в границите на Гърция войводите Въндо Гьошев, Димитър Робков и други са убити, много легални дейци са арестувани, инквизирани или убити. По време на Първата световна война в Ениджевардарско излиза четата на Христо Зинов – Зината, съставена от дезертьори от гръцката армия.

## ВМРО 1920 – 1934
Въпреки че териториите на Солунския революционен окръг са поделени между Югославия и Гърция, след възстановяването на ВМРО се подновява и революционната дейност там. Границите на окръга са както следва:
- Солунски революционен окръг
  - Солунска околия
  - Кукушка околия
  - Ениджевардарска околия
  - Воденска околия
  - Мъглишка околия
  - Негушка околия
  - Гевгелийска околия
  - Тиквешка околия

В периода 1920-1924 година Алеко Василев е пълномощник на Централния комитет на ВМРО за този окръг. След убийството на Тодор Александров през 1924 година и последвалите Горноджумайски събития начело на окръга застава Александър Протогеров. По това време в солунски околийски войвода е Михаил Шкартов с 11 четници, кукушки е Иван Марков с 9 души.